# Naum Gabo
Naum Gabo, in russo Наум Габо?, pseudonimo di Naum Pevzner (Brjansk, 1890 – Waterbury, 1977), è stato uno scultore, pittore e scenografo russo.

## Biografia

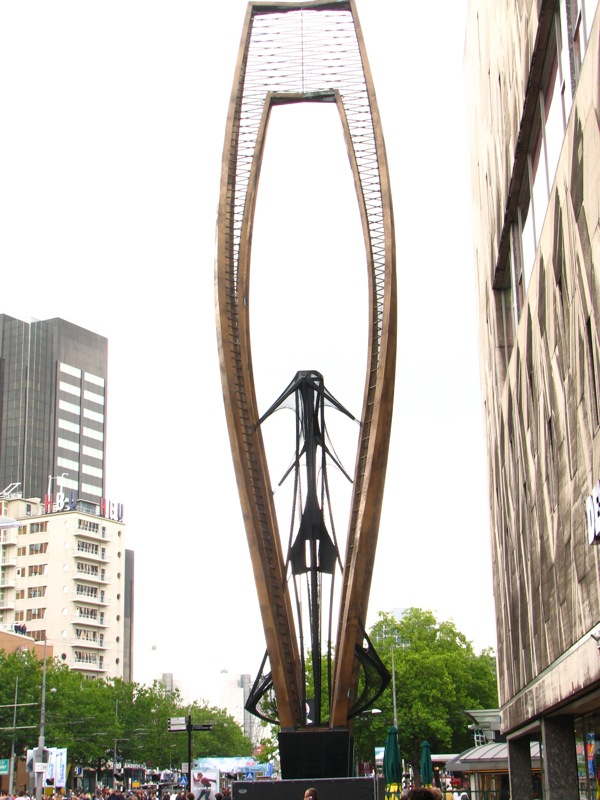
Naum Gabo, scultura in metallo, Rotterdam, Paesi Bassi.

Dopo aver studiato matematica a Monaco di Baviera e fisica a Oslo, tra il 1912 e il 1914 viaggiò in Italia, Francia e Germania, conoscendo così i movimenti artistici di avanguardia e diffondendo gli ideali del Costruttivismo, le cui linee teoriche erano state da lui poste nel Manifesto Realista, scritto nel 1920 con il fratello Anton. A partire dal 1914, a Stoccolma iniziò le ricerche di una nuova plasticità e realizzò con il fratello, scultore e pittore anch'egli, le sue prime opere cubiste, utilizzando metalli e celluloide.
Sono di questo primo periodo le sculture di analisi volumetrica, i disegni architettonici come il Progetto per una stazione radio, e l'interesse per i nuovi materiali come il plexiglas, del cui impiego in arte fu il pioniere.
Le celebri Teste del 1915 annunciarono gli sviluppi costruttivisti della sua ricerca artistica.
Nel 1917 tornò in Russia con il fratello per partecipare alla rivoluzione.
Con la Scultura cinetica del 1920, asticciola metallica che, ruotando, crea immagini e volumi nello spazio, assieme ad altri modelli di animazione elettromeccanica di strutture metalliche e di materie plastiche, si dimostrò il precursore di una tendenza dinamica del costruttivismo.
Naum Gabo e suo fratello Anton Pevzner furono i primi artisti a usare la celluloide, la prima materia plastica della storia, per la produzione artistica, usandola nel 1917 (Testa di donna, 1917-20, NY, MoMA).
Nel costruttivismo Gabo perseguiva una pura ricerca spaziale, che lo distinse e lo mise in contrasto con il costruttivismo sovietico degli anni venti, la cui ricerca si poneva invece in rapporto all'industria e alla produzione.
Tra il 1926 e il 1936 Naum visse a Parigi, per poi trasferirsi in Inghilterra.
Nel 1927 realizzò, assieme al fratello, le scenografie del balletto La Chatte, messo in scena a Montecarlo da Sergej Pavlovič Djagilev.
Nel 1946 si trasferì negli Stati Uniti, dove, tra il 1953 e il 1954 insegnò alla Scuola Superiore di Architettura dell'Università Harvard, a Cambridge.
Gli appartengono vari scritti teorici e critici, in parte inclusi nel volume Gabo, Construction, Sculpture, Paintings, Drawings, Engravings (Londra, 1937).

## Opere
- Testa femminile (1914), New York - Museum of Modern Art
- Colonna (1923), New York - Museum of Modern Art
- Costruzione spaziale Arco (1937), New York - Guggenheim Museum
- Variazioni del tema sferico (1937), New York - Guggenheim Museum
- Spirale (1941), New York - Museum of Modern Art
- Costruzione sospesa nello spazio (1951 - 1952), Baltimora - Museum of Art